# Sundown Slim
Sundown Slim er en amerikansk stumfilm fra 1920 af Val Paul.

## Medvirkende
- Harry Carey som Sundown Slim
- Genevieve Blinn som Mrs. Fernando
- Ted Brooks som Billy Corliss
- Frances Conrad som Eleanor Loring
- J. Morris Foster som Jack Corliss
- Mignonne Golden som Anita
- Joe Harris som Fernando
- Ed Jones
- Duke R. Lee som Loring
- Charles Le Moyne som Fadeaway
- Otto Myers som Bud Shoop
- Ed Price som Shorty